# Patrick Moore (ambientalista)
Patrick Moore (Port Alice, 1947) è stato un militante di Greenpeace, a cui si è inscritto nel 1971 e da cui successivamente si è dissociato nel 1986, ponendosi su posizioni molto diverse da quelle che Greenpeace continua a sostenere.
Possiede un Ph.D. in ecologia ottenuto all'Università della Columbia Britannica e lavora come consulente in problemi ambientali.

## Biografia
Fu uno dei membri dell'equipaggio della Phyllis Cormack, diretta ad Amchitka per la protesta non violenta contro gli esperimenti nucleari. Fu per nove anni presidente di Greenpeace Canada e per sette anni direttore di Greenpeace International, nel periodo in cui Greenpeace divenne la maggior associazione ambientalista a livello mondiale. Nel 1975 partecipò a una nuova missione con la Phyllis Cormack, nell'occasione del passaggio vicino alla California delle baleniere sovietiche: i sovietici vennero colti a cacciare balene giovani violando la normativa. Le scene di caccia, nonostante i gommoni interposti tra fiocina e balene, vennero filmate e diventarono tristemente famose. Quando la Phyllis Cormack fece ritorno in California, i membri dell'equipaggio vennero accolti come eroi. Nel 1982, la Commissione internazionale per la caccia alle balene (International Whaling Commission = IWC) votò l'adozione di una moratoria sulla caccia commerciale alle balene, operativa dal 1985, che è tuttora in vigore. Dal 1977 succedette a Robert Hunter come presidente della Greenpeace Foundation.
Con la collaborazione di David Tussman aprì un ufficio a San Francisco assieme a Robert Hunter, ma col tempo i problemi di faziosità tra gli uffici statunitensi e l'ufficio di Vancouver divennero insostenibili, con l'apertura di cause giudiziarie sull'uso del nome Greenpeace. La soluzione arrivò il 10 ottobre del 1979 quando tutti gli uffici si accordarono sulla nascita di Greenpeace International con David McTaggart come direttore e l'affiliazione del resto degli uffici. Moore divenne presidente di Greenpeace Canada (la precedente Greenpeace Foundation) e poi direttore di Greenpeace International, fino alla sua uscita di scena nel 1986. Quando uscì da Greenpeace fondò l'associazione Greenspirit. Assunse incarichi politici nella Columbia Britannica dal 1990 al 1994. Nel 1990 fondò e diresse BC Carbon Project, un gruppo che lavorò sul tema dei cambiamenti climatici.
Fu anche vice presidente della Waterfurnance International, un'azienda di sfruttamento dell'energia geotermica attraverso pompe. Fu anche direttore del Sustainable Forestry Committee of the Forrest Alliance of BC (Comitato per la forestazione sostenibile dell'Alleanza per le foreste della Columbia Britannica), gruppo creato dall'industria del legno, che fu sottoscritto dalla maggior parte delle aziende del settore. Nel 2006 è diventato co-direttore (assieme a Christine Todd Whitman) di una nuova iniziativa industriale, la Clean and Safe Energy Coalition, che promuove l'uso dell'energia nucleare.

## Critiche e controversie
Moore ha scritto un libro, edito anche in Italia da Dalai, dal titolo L'ambientalista ragionevole, nel quale sostiene di aver lasciato Greenpeace perché: «...i suoi militanti sono diventati anti umani, anti scienza, anti tecnologia, anti commercio, anti globalizzazione, anti industria; senza per altro avere un modello alternativo da proporre» 
Per questo è stato accusato di essere diventato un portavoce degli interessi che Greenpeace è nata per contrastare. I suoi critici sottolineano le sue relazioni con aziende inquinatrici nel corso del suo lavoro come consulente. Fin dall'inizio degli anni novanta Moore si è guadagnato da vivere come lobbista di un'organizzazione come il Nuclear Energy Institute.
L'attivista e scrittore George Monbiot ha criticato Moore per il suo lavoro con la compagnia di disboscamento Asia Pulp & Paper (APP). Moore è stato assunto come consulente per scrivere un report di ispezione sulle operazioni di APP. Secondo Monbiot, l'azienda di Moore non è un'azienda di monitoraggio e i consulenti utilizzati erano esperti in pubbliche relazioni, non esperti in ecologia tropicale o sulle leggi indonesiane. Monbiot ha affermato che intere sezioni del report erano copiate direttamente dalla brochure di PR della APP aggiungendo che assumere Moore è ciò che le compagnie fanno quando il loro marchio è divenuto tossico.
Attualmente Moore promuove l'utilizzo dell'energia nucleare, ritrattando le precedenti dichiarazioni degli anni settanta, ed è sostenuto dal Nuclear Energy Institute statunitense. In passato ha anche criticato gli allarmismi lanciati a causa del riscaldamento globale, definendoli frutto di un movimento anti-umano e contro l'industrializzazione. Si è espresso in favore degli organismi geneticamente modificati, e ha dichiarato che il riscaldamento globale e lo sciogliersi dei ghiacciai non è necessariamente un evento negativo perché crea più aree coltivabili e zone da riforestare per la produzione di legname.
Tra Moore e Paul Watson non corre buon sangue in conseguenza della riunione richiesta da Moore a metà anni settanta per espellere Paul Watson dai soci di Greenpeace a causa della sua condotta e del suo modo di intendere le azioni della campagna oceani.
Il 26 marzo 2015 durante un'intervista all'emittente televisiva francese Canal+, Moore ha dichiarato che il diserbante glifosato (brevettato dalla Monsanto col nome RoundUp), non era responsabile dei picchi di cancro in Argentina. Ha inoltre affermato che era possibile berne un quarto di bicchiere senza alcun danno, ma alla domanda se volesse berne uno in diretta ha rifiutato, "non sono stupido", ha subito aggiunto.  Patrick Moore è inoltre noto per le sue posizioni pro OGM. Tutto ciò è chiaramente in antitesi con Greenpeace e una larga parte di altre associazioni ambientaliste che fanno campagna contro gli OGM e l'erbicida glifosato.